# Одровонж, Пётр
Пётр Одровонж из Спровы герба Одровонж (ум. 6 сентября 1450 года, в Молдавии) — польский шляхтич, воевода подольский (1434—1437) и русский (1437—1450), староста львовский (1440, 1442—1450), самборский и галицкий.

## Биография
Родился в начале XV века, отцом Петра был Добеслав из Спровы. Пётр имел четырех братьев: Яна, архиепископа львовского (ум. 1450); Павла, каштеляна львовского; Добеслава, каштеляна перемышльского и Миколая.
В 1431 году по распоряжению великого князя литовского Витовта Пётр Одворонж становится владельцем имения Сатанов. Имение становится родовой вотчиной Одровонжей. В 1441 году Сатанов получает статус городка. Для обеспечения защиты жителей городка Петр Одровонж начал строить на высоком берегу над Збручем замок. В первую очередь, замок служил для защиты от татар, которые активно атаковали польское Подолье. Также имел усадьбы в Пекошуве (гмина Пекошув) и Щекоцинах. Считается, что он заложил костёл в Образуве.
Петр Одровонж активно участвовал в гражданской войне в Молдавии. В 1449 году командовал львовской хоругвью, поддерживая молдавского князя Алексэндрела. Но, когда польские войска уже покидали Молдавию, они были неожиданно атакованы 6 сентября 1450 года главными силами претендента на княжеский престол Богданом. В этой битве погибли сам Одворонж, а также Михаил Бучацкий-младший (сын подольского воеводы Михала Бучацкого) и Миколай Порай, галицкий староста.